# Giuseppe Vegas
Giuseppe Carlo Ferdinando Vegas (Milano, 16 giugno 1951) è un politico italiano, già esponente di Forza Italia e del Popolo della Libertà. Dal 2010 al 2017 è stato Presidente della Commissione Nazionale per le Società e la Borsa (Consob).

## Biografia
Nato a Milano, vive a Roma.
Laureato con lode in giurisprudenza nel 1973 presso l'Università degli Studi di Milano, giornalista pubblicista, è stato direttore scientifico della Fondazione Einaudi di Roma e direttore responsabile di Einaudi Notizie, newsletter della fondazione. Ha lavorato nel campo della pubblica amministrazione dal 1975. Dal 1978 è stato consigliere parlamentare del Senato della Repubblica, nell’ambito del quale è stato a lungo segretario della Commissione bilancio.
Nel 1995 viene nominato sottosegretario alle Finanze e, successivamente, al Tesoro nel Governo Dini. Alle successive elezioni del '96, è eletto senatore nel collegio di Novara per la coalizione del Polo per le Libertà. In questa legislatura è membro della Commissione Bilancio, della Commissione Bicamerale per le riforme costituzionali e della Giunta per il Regolamento. È anche vicepresidente del gruppo parlamentare di Forza Italia.
È stato delegato dal suo partito al congresso del Partito Popolare Europeo di Berlino del gennaio 2001. Rieletto al Senato alle politiche del 2001 sempre nel Collegio uninominale di Novara. Nominato sottosegretario e successivamente Vice Ministro dell'Economia e delle Finanze dei governi della Casa delle Libertà nel quinquennio 2001-2006.
Alle elezioni politiche del 2006 viene rieletto senatore per la terza volta per la lista di Forza Italia in Piemonte. È membro della Commissione Bilancio e della Commissione per le Politiche dell'Unione europea. Ricopre anche l'incarico di vice capogruppo di Forza Italia al Senato.
Alle elezioni politiche del 2008 è rieletto in Parlamento (questa volta alla Camera) per il PDL e nominato sottosegretario e successivamente vice ministro dell'Economia e delle Finanze nel quarto Governo Berlusconi.
Presidente dal dicembre 2010 (D.P.R. 15.12.2010) al dicembre 2017 della Commissione Nazionale per le Società e la Borsa (CONSOB). Nel corso del mandato ricopre anche le cariche di membro del Comitato di gestione (Management Board), organo esecutivo dell'Esma (European Securities and Markets Authority) e di Presidente della Mediterranean Partnership of Securities Regulators.
Giornalista pubblicista. Ha collaborato, tra l’altro a Il Sole-24 Ore, Il Foglio, Il Messaggero e MF. 
È stato professore a contratto nelle università di Parma, Statale di Milano e Luspio di Roma. È stato Direttore Scientifico della Fondazione Einaudi per Studi di Politica ed Economia di Roma.
È autore di numerose pubblicazioni, monografie universitarie e manuali per l’università e per le scuole superiori in tema di finanza pubblica.
Commendatore della Repubblica Italiana e Verdienst Grosses Kreuz della Repubblica di Germania. È stato insignito della Medaglia di benemerenza civica della città di Milano e del premio Guido Carli per l’economia.
Attualmente è professore a contratto nella facoltà di Economia dell’Università Cattolica del Sacro Cuore di Milano. 
Dal 2023 è presidente di ReVersal Sim, società di intermediazione mobiliare. 

## Pubblicazioni
Ha pubblicato i seguenti volumi:
- Decidere con il voto, con Antonio Baslini, Sugarco 1984;
- Il bilancio dello Stato, con D. Da Empoli e P. De Joanna, ed. Il Sole-24 Ore 1988, 1995, 2000 e 2005;
- Spesa pubblica e confessioni religiose, CEDAM 1990;
- Cittadino, economia e Stato, con A. Pescosolido, Paramond 2000, 2001 e 2003.
- Il nuovo sistema elettorale, Mondadori 2006.
- Dimensione finanze, con A. Pescosolido, Paramond 2009.
- Il nuovo bilancio pubblico, Il Mulino 2010.
- Il bilancio pubblico, Il Mulino 2014.